# كيفن شارب
كيفن شارب (19 سبتمبر 1974 بسارنيا في كندا - ) هو لاعب كرة قدم كندي في مركز الدفاع. شارك مع منتخب إنجلترا تحت 18 سنة لكرة القدم. أما مع النوادي، فقد لعب مع سكونثورب يونايتد وشروزبري تاون وليدز يونايتد ونادي ريكسهام وهاميلتون أكاديميكال وهدرسفيلد تاون وويغان أتلتيك ونورثويتش فيكتوريا ونادي هاروجيت تاون ونادي جيزيلي ‏.

## وصلات خارجية
- كيفن شارب على موقع قاعدة بيانات كرة القدم.إي يو (الإنجليزية)
- كيفن شارب على موقع Soccerbase.com (لاعب) (الإنجليزية)
- كيفن شارب على موقع Soccerway.com (الإنجليزية)
- كيفن شارب على موقع عالم كرة القدم.نت (الإنجليزية)